# V-Cord
Il V-Cord è un formato di videocassetta per la registrazione analogica sviluppato e distribuito da Sanyo. Il V-Cord (in seguito denominato V-Cord I) è stato messo in commercio nel 1974 e poteva registrare 60 minuti su una cassetta. Il V-Cord II, sviluppato nel 1976, poteva registrare 120 minuti su una cassetta V-Cord II. Le macchine V-Cord II furono i primi videoregistratori consumer ad offrire due velocità di registrazione. 

## Aspetto
La cassetta V-Cord originale aveva un grande mozzo ed era avvolta con nastro magnetico di spessore standard; V-Cord II utilizzava una piccola feritoia del mozzo con nastro sottile, lo stesso spessore usato successivamente per VHS-120 e Beta L-750. Le cassette non erano rettangolari, essendo strette ed affusolate ad un'estremità. A differenza dei formati successivi VHS e Betamax, che venivano caricati con il nastro rivolto verso il lato anteriore sul lato lungo della cassetta, la cartuccia del cavo a V veniva caricata lateralmente con il lato stretto che fungeva da "fronte" ed il nastro che usciva dal "lato". 
Il nastro nella macchina era tenuto in posizione da una tacca a metà del lato destro del nastro, simile a quello che contiene un nastro a 8 tracce nel suo lettore. 

## Funzionamento
Le prime macchine registravano solo in bianco e nero e non avevano alcun meccanismo di riavvolgimento, come il formato Cartrivision di qualche anno prima; Dopo la registrazione o la riproduzione di un nastro veniva utilizzato un riavvolgitore esterno successivamente utilizzati con i formati VHS e Beta, sebbene le macchine potessero riavvolgere i nastri; in quanto erano considerevolmente più veloci della funzione di riavvolgimento. 

## Formato di registrazione
Il sistema aveva due modalità di registrazione: la modalità standard (STD) e una modalità long-play (LP) che sacrificava la qualità della registrazione per una capacità extra. In modalità STD vengono utilizzate entrambe le testine di registrazione e riproduzione, scrivendo entrambi i campi di ciascun fotogramma video interlacciato. Nella modalità di riproduzione prolungata viene utilizzata una sola testina per registrare un singolo campo da ciascun fotogramma video, con ogni campo letto due volte durante la riproduzione, in una tecnica di "salto campo". Le testine scansionavano il nastro in modo elicoidale
Il nastro è stato spostato in avanti di 2,91 pollici al secondo in modalità STD e 1,45 pollici al secondo in modalità LP; ciò ha dato un tempo di registrazione di un'ora in modalità standard e due ore in modalità di riproduzione prolungata. La risoluzione orizzontale a colori è stata indicata come 250 linee di materiale pubblicitario, che si estende a 300 linee in bianco e nero, con un rapporto segnale-rumore video di 45   dB. La risposta audio è stata specificata da 80 a 10.000   Hz a -6   dB in modalità STD, passando da 80 a 8.000   Hz in modalità LP.
Il nastro da mezzo pollice era trattato al cobalto con una coercività oersted di 550. La cassetta erano da 4" e 5/16, da 6" e 3/16  e da 1". Erano disponibili due tipi di cassette, un V60 e un V120 i cui nomi corrispondevano alla loro capacità di registrazione in modalità LP. Le cassette avevano un aspetto simile alle cartucce a otto tracce . 
I formati VHS e Beta convenzionali sono registrati in un formato di scansione elicoidale, risultando in tracce inclinate che vanno dal bordo inferiore del nastro al bordo superiore per una certa distanza. A differenza di questi formati, il formato V-Cord era più vicino al formato di videocassetta quadruplex da 2 pollici utilizzato dall'inizio del video alla fine degli anni '50 fino a quando il formato di videocassetta IVC elicoidale da 2 pollici fu introdotto venti anni dopo, in quanto le sue tracce erano quasi perpendicolari viaggiare su nastro. 
Un videoregistratore portatile a quattro testine, il Sanyo VTC-7100, utilizzava un formato simile di cassetta, ma produceva registrazioni incompatibili. 

## Videoregistratori V-Cord
Toshiba KV-4000, KV-4100 e KV-4200; e Sanyo VTC-7300, VTC-8000 e VTC-8200 V-Cord I / II VCR (1976) 